# David Keno
David Keno (* 1979 in Bern; bürgerlich Daniel Andersson) ist ein Schweizer DJ, Musikproduzent und Labelbetreiber aus Berlin.

## Karriere
Andersson wuchs in Bern auf. Im Alter von acht Jahren zog er nach Frankfurt am Main, wo er zum ersten Mal mit elektronischer Tanzmusik in Berührung kam. 2000 begann er unter dem Namen Vernis Elektropop zu produzieren. Daraus entstand unter anderem der Titel Bubble Bath, welcher vom DJ Trentemøller remixt wurde.
Seine Musik befindet sich im Bereich des Tech House und Deep House. Andersson veröffentlicht seine Produktionen u. a. über die Berliner House-Labels Katermukke und Mother Recordings. 2007 gründete er sein eigenes Label Keno Records in Berlin.
Andersson erreichte mit mehreren Veröffentlichungen die Charts der E-Zine Resident Advisor.

## Diskografie (Auswahl)
- 2012: Stars Above (Keno Records)
- 2014: Canares (Katermukke)
- 2014: Walking Boots (Suara)
- 2015: Moonshine (Mother Recordings)
- 2016: I Like That (Toolroom)
- 2016: Habicht / On Your Mind EP (Katermukke, mit Dirty Doering & Kollektiv Ost)
- 2017: Debbie Rowe (Toolroom, mit Dalson)
- 2017: Like Us (Relief Records, mit Mat.Joe)
- 2018: Melancholia (Katermukke)
- 2018: Don’t Hold Back (This Ain’t Bristol)
- 2022: In A Dark Place (Ritter Butzke Records)